# Иргун
„Иргун Цевай Леуми“ (на иврит:ארגון צבאי לאומי; Национална военна организация) е терористична организация на еврейски заселници-ционисти в Палестина. Отговорна за множество атентати и убийства.
Създател на организацията е Владимир Жаботински. Основните противници на „Иргун“ са британската власт в Палестина и местното арабско население. Организацията носи отговорност за няколко терористични акта, най-значимият от които е атентатът от 22 юли 1946 г. в хотел „Цар Давид“ в Йерусалим.
Организацията е разпусната през 1948 г. като нейните членове и оръжието и се вливат в Цахал (Израелските отбранителни сили).